# 获嘉站
获嘉站，位于中华人民共和国河南省新乡市获嘉县，是新月铁路上的火车站，建于1904年，由中国铁路郑州局集团管辖。

## 历史
1904年，道清铁路道口镇至待王镇段通车，获嘉县车站随之设立。

## 业务办理
客运办理旅客乘降，行李，包裹托运业务。货运办理整车，零担货物发到业务。

### 旅客列车目的地
- 截至2025年7月，车站仅有一趟旅客列车停靠。

| 目的地   | 车次 | 列车所属路局 |
| -------- | ---- | ------------ |
| 北京丰台 | K270 | 郑州局集团   |

## 車站周邊
- 中原银行获嘉站西支行
- 获嘉县住房和城乡建设局
- 获嘉县粮食局
- 获嘉客运总站
- 中国农业发展银行获嘉县支行
- 获嘉县凯旋路小学
- 获嘉县中医院
- 获嘉县卫生检验检测中心